# أبنر ناش
أبنر نـاش هو سياسي أمريكي، ولد في 8 أغسطس 1740 في مقاطعة برينس إدورد في الولايات المتحدة، وتوفي في 2 ديسمبر 1786 في نيويورك في الولايات المتحدة. انتخب عضو مجلس ولاية كارولاينا الشمالية ‏ وانتخب عضو مجلس نواب كارولينا الشمالية ‏ وانتخب حاكم كارولينا الشمالية ‏ (20 أبريل 1780 – 26 يونيو 1781).